# Birken-Milchling
Der Birken-Milchling (Lactarius torminosus) ist eine Pilzart aus der Familie der Täublingsverwandten. Es ist ein recht häufiger, mittelgroßer Milchling mit stark eingerolltem, filzig-zottigem Rand. Der Hut ist gelblichrosa gefärbt und hat mehrere, dunklere, konzentrische Zonen. Der Stiel ist schon bald hohl und hat oft grubige Flecken. Der Milchling besitzt reichlich weißen, brennend scharfen Milchsaft und wirkt daher wohl leicht giftig. Trotzdem wird er in vielen osteuropäischen Staaten nach entsprechender Vorbehandlung gegessen. Das lateinische Artattribut (Epitheton) torminosus bedeutet an einer Kolik leidend. Andere Namen für diesen typischen Birkenbegleiter sind Zottiger Birken-Milchling, aber auch Birkenreizker oder Zottiger Reizker, obwohl es sich bei der Art um keinen „echten“ Reizker handelt.

## Merkmale

### Makroskopische Merkmale
Der Hut ist 5–12 (15) Zentimeter breit und anfangs gewölbt und später ausgebreitet. Die Mitte ist bei reifen Exemplaren etwas vertieft, alte Fruchtkörper sind flach trichterförmig. Der blass lachsfarbene, rosa, fleischrötlich bis fleischbräunliche Hut besitzt konzentrisch angeordnete Ringe aus helleren und dunkleren Zonen. Die Farben blassen im Alter ein wenig aus. Der Rand bleibt lange eingerollt und besitzt eine zottig haarige Säumung. Die Hutoberfläche ist filzig und bei Feuchtigkeit schmierig. Alte Exemplare neigen zum Verkahlen.
Der weißliche bis blass rosa gefärbte und feste Stiel ist 2–8 (9) Zentimeter lang und 1–2 (3) Zentimeter dick und zeigt oft grubige, fleischrosa Flecken. Er wird im zunehmenden Alter hohl.

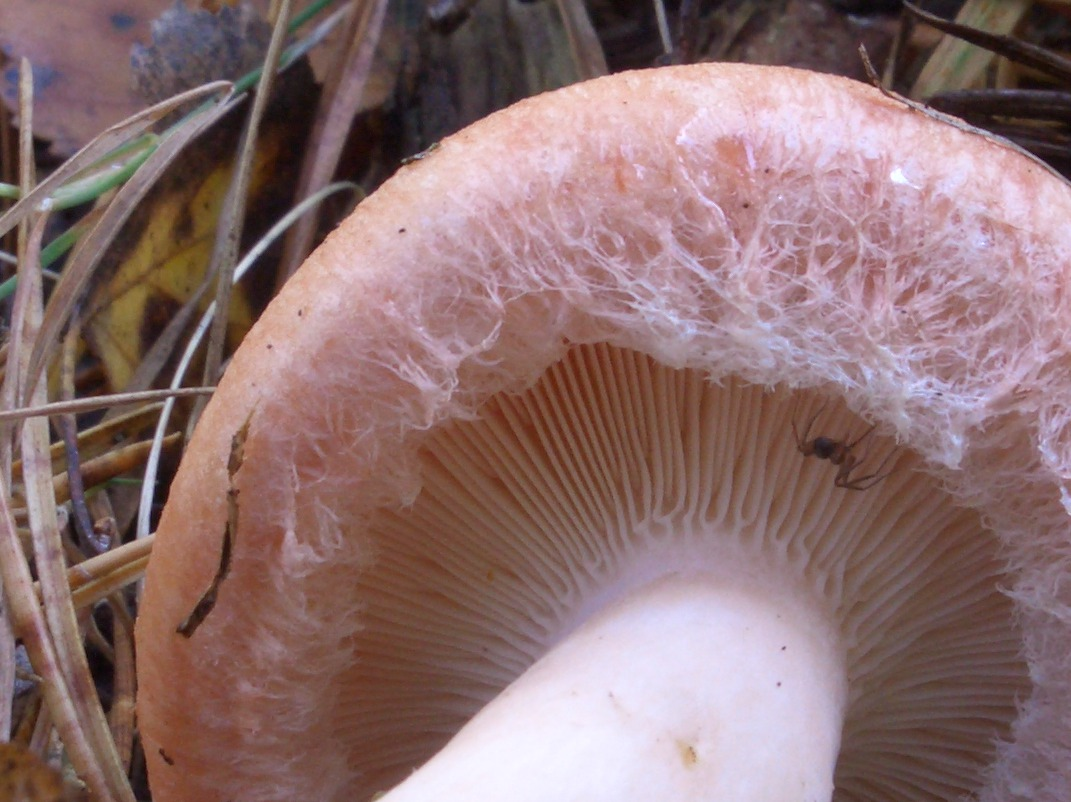
Junger Fruchtkörper mit filzig gesäumtem und eingebogenem Rand und am Stiel gegabelten Lamellen

Die Lamellen stehen sehr gedrängt und sind gerade angewachsen oder laufen leicht am Stiel herab, in Stielnähe sind sie oft gegabelt. Sie sind weißlich cremefarben bis blass fleischfarben. Das Sporenpulver ist blass gelblich.
Das Fleisch ist weiß, fest, aber spröde. Bei Verletzungen sondert es weiße, unveränderliche Milch aus. Diese ist wie das Fleisch im Geruch obstartig und schmeckt scharf.
Die brennend scharfe und reichliche Milch ist rein weiß. Sie gilbt nicht oder nur kaum. Nur auf einem weißen Taschentuch ist ein leichtes Gilben festzustellen.
Das harte, feste und spröde Fleisch ist weiß bis blass rosa und riecht leicht fruchtig oder geraniumartig. Es schmeckt wie die Milch brennend scharf.

### Mikroskopische Merkmale
Die Sporen sind etwa 8–10 Mikrometer lang und von 6–8 Mikrometer breit. Sie sind annähernd kugelförmig bis breit elliptisch. Das amyloide Ornament auf der Oberfläche der Sporen ist teilweise netzig, mit unterbrochenen Graten und einigen isolierten Warzen. Die Protuberanzen sind etwa 0,5–0,7 Mikrometer hoch. Der Apiculus ist sehr markant. Die keulen- bis walzenförmigen Basidien, das sind die Sporen tragenden Zellen, sind 30–47,7 Mikrometer lang und 7,3–8,2 Mikrometer breit. Sie tragen je vier Sporen. Die Pleurozystiden sind Makrozystiden, also sehr lange Zystiden, die in das Hymenium eingebettet sind, in dem sie meist auch ihren Ursprung haben. Einige entspringen aber auch im oberen Subhymenium. Sie sind 40–80 Mikrometer lang und 5–9,5 Mikrometer breit. Die Macrozystiden sind reichlich vorhanden, sie sind spindelförmig bis bauchig und oft einseitig angeschwollen. Sie verjüngen sich allmählich zur Spitze hin und ihr Inhalt ist körnig und hyalin. Die Cheilozystiden auf der Lamellenschneide sind etwas kleiner, etwa 30–52 Mikrometer lang und 4,5–8,0 Mikrometer dick, sie entsprechen aber ansonsten den Makrozystiden.

## Artabgrenzung
Der Birken-Milchling wird in vielen Pilzführern als Doppelgänger des Edel-Reizkers (Lactarius deliciosus) bezeichnet. Beide Arten haben aber nur eine entfernte Ähnlichkeit, der eine ist ein Birkenbegleiter, der andere wächst unter Kiefern. Allein schon die Milchfarbe, hier weiß, dort orangerot unterscheidet sich so eindeutig, dass eine Verwechslung ausgeschlossen ist.
Eine große Ähnlichkeit besteht hingegen zum Fransen-Milchling oder zum Blassen Zottenreizker (Lactarius citriolens), der ebenfalls unter Birken vorkommt, einen bärtigen Rand hat und ebenfalls mehr oder weniger konzentrisch gezont ist. Er ist mehr blass gelblich gefärbt und hat einen auch im reifen Zustand vollen (nicht hohlen) Stiel. Sein Fleisch verfärbt sich im Schnitt gelblich und riecht deutlich nach Geranienblättern oder alten Zitronen.

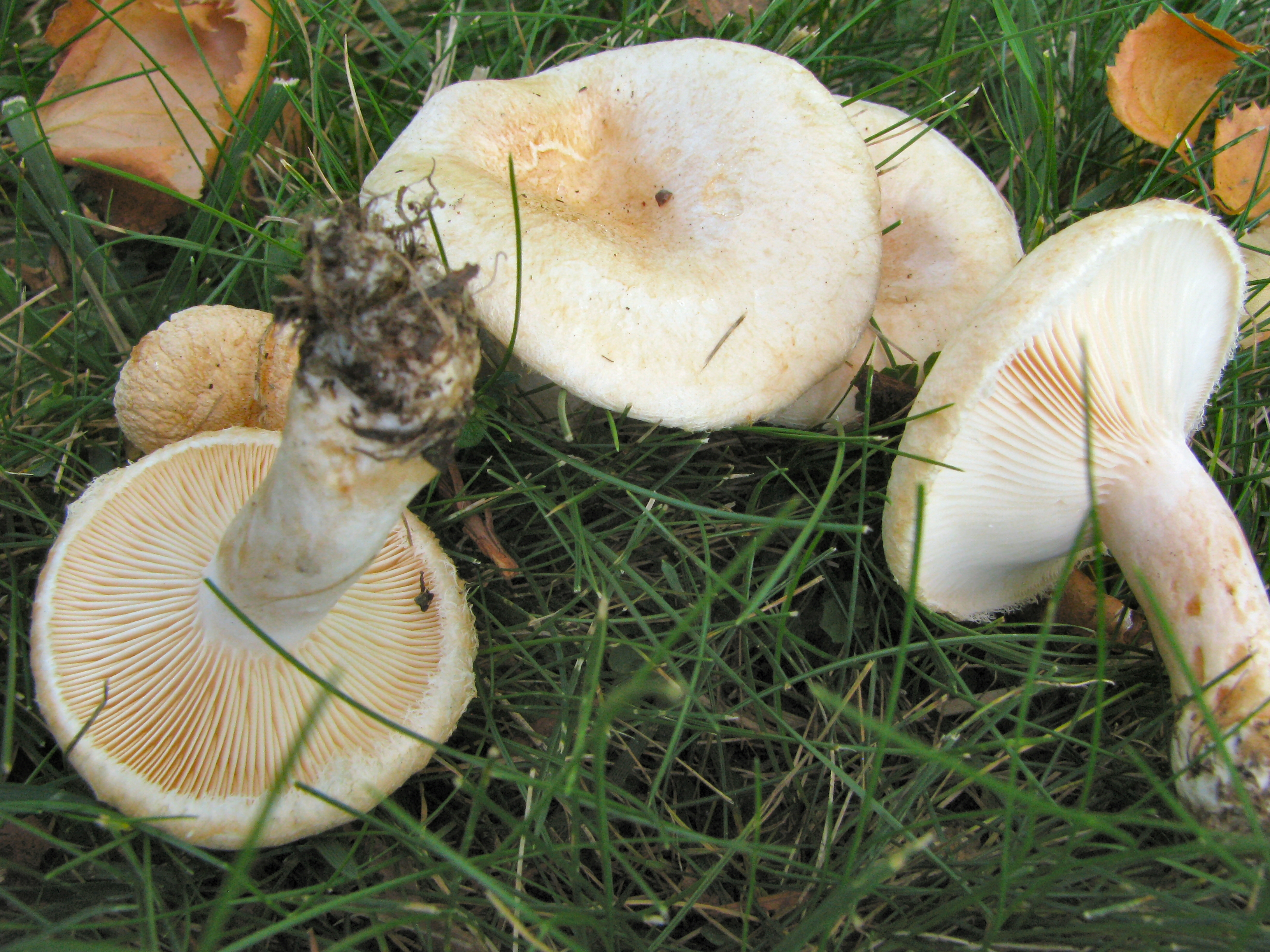
Der Flaumige Milchling sieht ähnlich aus, sein Hut ist aber ungezont.

 Eine weitere in Deutschland extrem seltene Art ist der Wimpern-Milchling (Lactarius resimus). Dessen Fruchtkörper sind anfangs weißlich und später mehr gelblich gefärbt. Der Hut ist mehr oder weniger ungezont. Der Milchling ist ein Birkenbegleiter, der nährstoffarme, saure Sandböden bevorzugt.
Auch der Flaumige Milchling, welcher ebenfalls unter Birken wächst, ähnelt dem Birken-Milchling in Form und Oberfläche sehr. Allerdings ist der Hut weißlich bis blass rosa gefärbt und stets ungezont. Auch die Sporen sind mit 6–8,5 × 5–6,5 Mikrometer etwas kleiner.

## Ökologie
Der Birken-Milchling ist ein Mykorrhizapilz, der in Deutschland streng an die Birke gebunden ist. In Nordamerika kann er aber auch mit Hemlocktannen (Tsuga) oder Espen eine Partnerschaft eingehen. Man findet den Pilz meist gesellig in Wäldern, Gärten und Parkanlagen, wo er unter oder bei Birken wächst. Der Milchling ist nicht an bestimmte Waldtypen oder Gesellschaften gebunden und kann fast überall vorkommen, wo auch sein Wirt, die Birke, wächst. Er mag gern saure, trockene bis mäßig feuchte Böden, kommt aber auch auf anderen Böden vor. Die Fruchtkörper erscheinen zwischen August und Oktober.

## Verbreitung

Verbreitung des Birken-Milchlings in Europa. Grün eingefärbt sind Länder, in denen der Milchling nachgewiesen wurde. Grau dargestellt sind Länder ohne Quellen oder Länder außerhalb Europas.

Der Birken-Milchling ist eine holarktische Art, die in der gemäßigten und borealen Klimazone vorkommt und bis in subarktische Bereiche vordringt. Der Pilz kommt in Nordasien (Sibirien, China, Korea und Japan), in Nordamerika (Mexiko, USA, Kanada und Grönland), auf den Kanarischen Inseln, in Nordafrika und Europa vor. Außerdem gibt es Nachweise aus Neuseeland und Australien. Die nordamerikanische Verbreitung erstreckt sich nach Norden in den Yukon und bis nach Alaska, und im Süden bis nach Mexiko. In Europa findet man ihn vor allem in Großbritannien, Mittel-, Ost- und Nordeuropa. In Skandinavien ist er bis ins arktisch-alpine Lappland verbreitet und auch in Island kommt er vor. In West- und Südeuropa ist der Pilz seltener.
In Deutschland ist der Milchling zwar weit verbreitet, aber nicht sehr häufig, doch trotz leichter Rückgangstendenzen ist die Art weiterhin ungefährdet. Auch in Österreich und der Schweiz ist die Art weit verbreitet, wenn auch nicht häufig.

## Infragenerische Systematik
Die Art wird von Marcel Bon in die Sektion Tricholomoidei gestellt. Die Vertreter dieser Sektion haben Hüte mit fransig, zottig oder wollenem Hutrand und stets weiße Milch. Bei einigen Arten kann die Milch an der Luft deutlich gilben. Nahe verwandte Arten sind der Flaumige Birken- und der Fransen-Milchling.

## Speisewert
Der Birken-Milchling ist roh und ohne entsprechende Behandlung giftig. Für die Giftigkeit und den scharfen Geschmack sind Terpene verantwortlich. Das Gift wirkt sich vor allem auf den Verdauungstrakt aus, wobei die Schleimhäute gereizt werden (gastrointestinale Vergiftung). Als Folgeerscheinungen können nach einer Latenzzeit von einer halben Stunde bis drei Stunden Bauchschmerzen, Koliken, Wadenkrämpfe, starke Durchfälle und Erbrechen sowie Azidose und Exsikkose auftreten.
In Nord- und Osteuropa wird der Birken-Milchling (wie auch viele andere scharf schmeckende Milchlinge) dennoch in großen Mengen gesammelt und nach entsprechender Vorbehandlung ohne Beschwerden verzehrt. Dazu werden die Pilze klein geschnitten, über Nacht gewässert, in frischem Wasser 5 Minuten abgekocht und nach Abgießen des Brühwassers wie andere Pilze verwendet. Oft werden sie danach in Salz oder gewürztem Essigsud eingelegt. Bei diesem Prozess werden die schädlichen, in der Milch enthaltenen harzartigen und bitteren Stoffe entfernt.